# Eket
Eket is een plaats in de gemeente Örkelljunga in het Zweedse landschap Skåne en de provincie Skåne län. De plaats heeft 448 inwoners (2005) en een oppervlakte van 73 hectare. Eket ligt aan de Europese weg 4 en wordt omringd door zowel landbouwgrond als bos, ook loopt de rivier de Pinnån vlak langs de plaats. In Eket ligt de kerk Rya kyrka deze kerk is gemaakt van steen en stamt uit 1875. De plaats Örkelljunga ligt zo'n zes kilometer ten noorden van het dorp.
Örkelljunga · Skånes-Fagerhult · Åsljunga · Eket · Skånes Värsjö · Boalt · Tockarp